# Озургети
Озургети (груз. ოზურგეთი) је град у Грузији и главни град Гурије. Налази се у западној Грузији близу Црног мора. Према процени из 2014. у граду је живело 14.785 становника.
Од 1934. се звао Махарадзе по Филипу Махарадзеу, председнику Грузије за време СССР-а.
Статус града је добио 1840. године.

## Становништво
Према процени, у граду је 2014. живело 14.785 становника.
| 1989.  | 2002.  | 2014.  |
| ------ | ------ | ------ |
| 23.399 | 18.685 | 14.785 |